# Umrechnung zwischen julianischem und gregorianischem Kalender

## Einfaches Zählen

Kalenderblatt März 1900

Kalenderblatt Februar 1900

Um von einem Ausgangsdatum im julianischen Kalender auf das entsprechende Datum im gregorianischen Kalender zu kommen, sind hinzuzuzählen:
- 10 Tage vom 5. Oktober 1582jul. / 15. Oktober 1582greg. bis 18. Februar 1700jul. / 28. Februar 1700greg.
- 11 Tage vom 19. Februar 1700jul. / 1. März 1700greg. bis 17. Februar 1800jul. / 28. Februar 1800greg.
- 12 Tage vom 18. Februar 1800jul. / 1. März 1800greg. bis 16. Februar 1900jul. / 28. Februar 1900greg.
- 13 Tage vom 17. Februar 1900jul. / 1. März 1900greg. bis 15. Februar 2100jul. / 28. Februar 2100greg.

In den Jahren, in denen nur der julianische Kalender ein Schaltjahr annimmt, also 1700, 1800, 1900, 2100, ist dabei der 29. Februar stets mitzuzählen. Um umgekehrt von einem gregorianischen Datum auf das Datum im julianischen Kalender zu kommen, ist die genannte Anzahl an Tagen rückzuzählen.

## Mathematische Lösung
Das Datum sei in der Form J-M-T (Jahr-Monat-Tag) gegeben. Die Umrechnung zwischen julianischem und gregorianischem Kalender geschieht in drei Schritten:
- Berechnung der Tagesdifferenz
- Addition/Subtraktion der Tagesdifferenz
- Korrektur des Datums

### Berechnung der Tagesdifferenz
Zuerst teilt man J durch 100, um die (ganzzahlige!) Jahrhundertzahl zu erhalten (z. B. für das Jahr 1960 → JH = 19). Für die Monate Januar und Februar (M ≤ 2) muss vor der Berechnung von JH die Jahreszahl J um eins vermindert werden (JH = ganzzahliges Ergebnis von ((J-1)/100)).
Dann berechnet man a (ganzzahlig!) als:
```
 a = JH/4
```

und
```
 b als Rest dieser Division.
```

Die Tagesdifferenz ergibt sich dann aus der Formel:
```
 TD = 3*a + b - 2
```

Mathematisch korrekt aufgeschrieben lautet dies:
{\displaystyle {\begin{aligned}j&\colon {\text{Jahr}}\\m&\colon {\text{Monat}}\\h&\colon {\text{Jahrhundertzahl}}\\h&={\begin{cases}\left\lfloor {\frac {j-1}{100}}\right\rfloor ,&{\text{wenn }}m\leq 2\\\left\lfloor {\frac {j}{100}}\right\rfloor ,&{\text{wenn }}m>2\\\end{cases}}\\a&=\left\lfloor {\frac {h}{4}}\right\rfloor \\b&=h\;{\bmod {\;}}4\\\Delta t&=3\cdot a+b-2\end{aligned}}}

### Addition/Subtraktion der Tagesdifferenz
Bei der Umrechnung gregorianisch → julianisch wird die Tagesdifferenz subtrahiert:
```
   T = T − TD
```

Bei der Umrechnung julianisch → gregorianisch wird die Tagesdifferenz addiert:
```
   T = T + TD
```

### Korrektur des Datums
gregorianisch → julianisch:
- Durch die Subtraktion der Tagesdifferenz kann der umgerechnete Tag kleiner oder gleich 0 werden. In diesem Fall wird die Vormonatslänge addiert und der Vormonat wird zum neuen Monat.
- Beim Jahresübergang muss die Jahreszahl um 1 vermindert werden.
- Für die Länge des Februars ist die julianische Schaltjahresregel anzuwenden.

julianisch → gregorianisch:
- Durch die Addition der Tagesdifferenz kann der umgerechnete Tag größer als die Monatslänge werden. In diesem Fall wird die Monatslänge subtrahiert und der Folgemonat wird zum neuen Monat.
- Beim Jahresübergang muss die Jahreszahl um 1 erhöht werden.
- Für die Länge des Februars ist die gregorianische Schaltjahresregel anzuwenden.

### Beispiele

#### Gregorianisch → julianisch
```
 8. Januar 1621 GK: JH   = 1620/100 = 16 (Jahreszahl um 1 vermindern, da Monat Januar)
                JH/4 = 4 Rest 0
                TD   = 3*4 + 0 - 2 = 10
                T    = 8 - 10 = -2  (kleiner Null; daher Monatskorrektur)
                M    = 12           (Monatsübergang)
                J    = 1620         (Jahresübergang)
                T    = -2 + 31 = 29 (Länge des Vormonats 31 Tage)
 → 29. Dezember 1620 JK
```

```
 1. März 1700   GK: JH   = 1700/100 = 17
                JH/4 = 4 Rest 1
                TD   = 3*4 + 1 - 2 = 11
                T    = 1 - 11 = -10  (kleiner Null; daher Monatskorrektur)
                M    = 2             (Monatsübergang)
                T    = -10 + 29 = 19 (Länge des Vormonats 29 Tage; julianische Schaltjahresregel)
 → 19. Februar 1700 JK
```

```
 10. Januar 1900 GK: JH   = 1899/100 = 18 (Jahreszahl um 1 vermindern, da Monat Januar)
                JH/4 = 4 Rest 2
                TD   = 3*4 + 2 - 2 = 12
                T    = 10 - 12 = -2  (kleiner Null; daher Monatskorrektur)
                M    = 12            (Monatsübergang)
                J    = 1899          (Jahresübergang)
                T    = -2 + 31 = 29  (Länge des Vormonats 31 Tage)
 → 29. Dezember 1899 JK
```

##### Anschaulicher gregorianischer Kalender

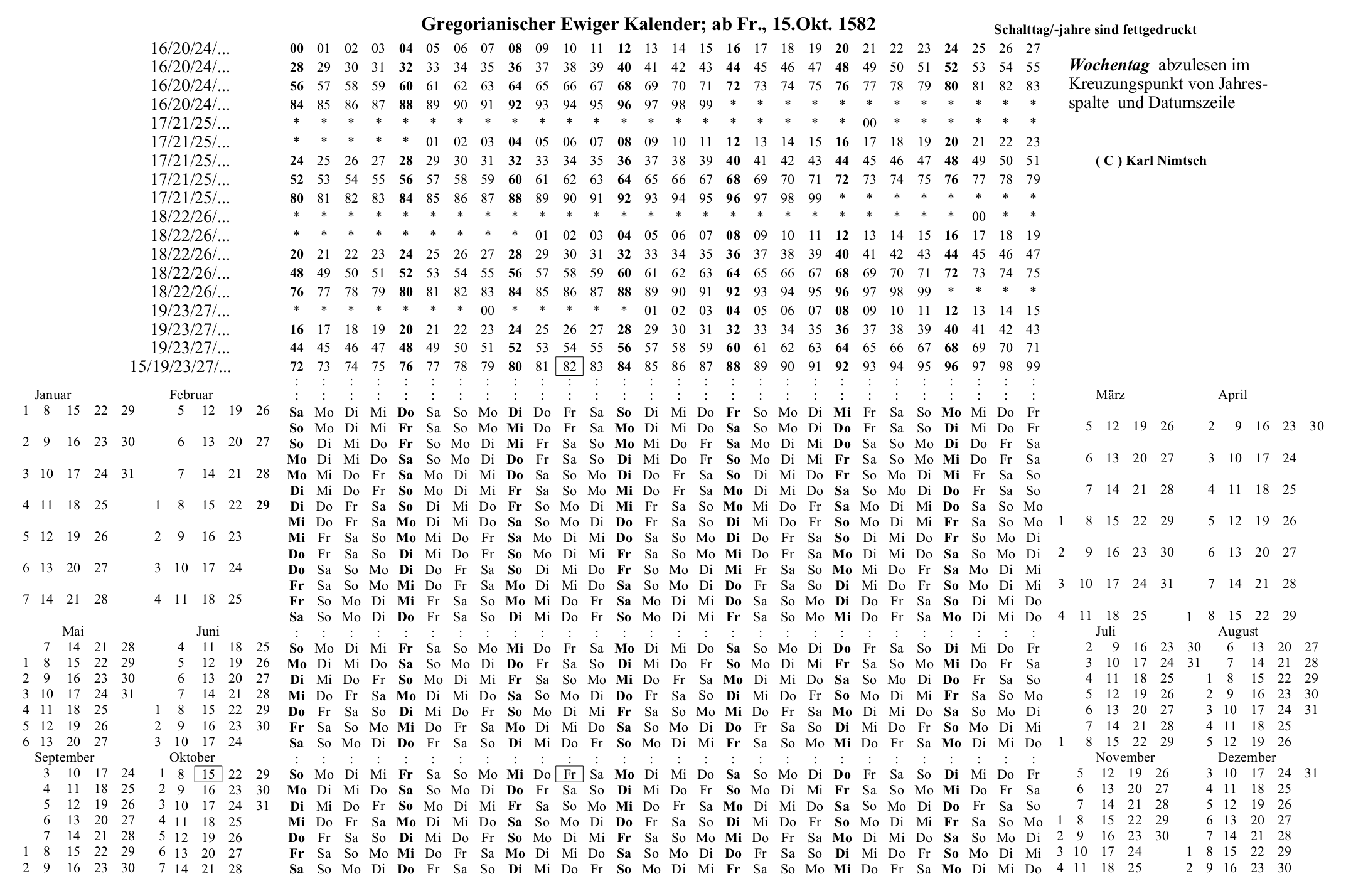
Kalender ab dem 15. Oktober 1582

#### Julianisch → gregorianisch
```
 29. Dezember 1620 JK: JH   = 1620/100 = 16
                JH/4 = 4 Rest 0
                TD   = 3*4 + 0 - 2 = 10
                T    = 29 + 10 = 39 (größer als Monatslänge; daher Monatskorrektur)
                T    = 39 - 31 = 8  (Länge des Monats 31 Tage)
                M    = 1            (Monatsübergang)
                J    = 1621         (Jahresübergang)
 → 8. Januar 1621 GK
```

```
 19. Februar 1700 JK: JH   = 1699/100 = 16 (Jahreszahl um 1 vermindern, da Monat Februar)
                JH/4 = 4 Rest 0
                TD   = 3*4 + 0 - 2 = 10
                T    = 19 + 10 = 29  (größer als Monatslänge; daher Monatskorrektur)
                T    = 29 - 28 = 1   (Länge des Monats 28 Tage; gregorianische Schaltjahresregel)
                M    = 3             (Monatsübergang)
 → 1. März 1700 GK
```

```
 29. Dezember 1899 JK: JH   = 1899/100 = 18
                JH/4 = 4 Rest 2
                TD   = 3*4 + 2 - 2 = 12
                T    = 29 + 12 = 41  (größer als Monatslänge; daher Monatskorrektur)
                T    = 41 - 31 = 10  (Länge des Monats 31 Tage)
                M    = 1             (Monatsübergang)
                J    = 1900          (Jahresübergang)
 → 10. Januar 1900 GK
```

##### Anschaulicher julianischer Kalender

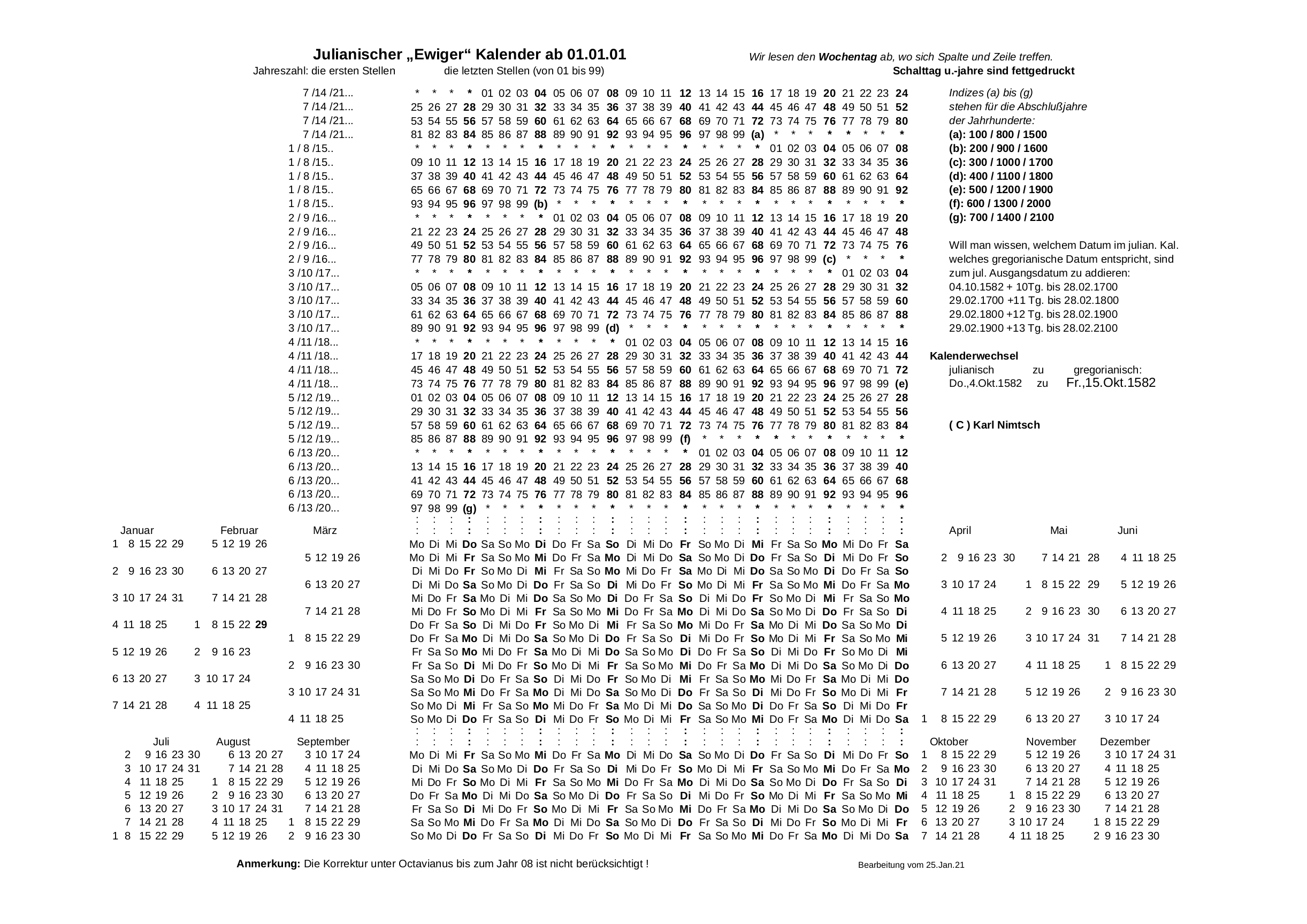
Kalender ab 1. Jan.des Jahres 1 (Nicht berücksichtigt ist die Korrektur von Augustus bis zum Jahr 8)